# Червоная Заря (Донецкая область)
Червоная Заря (укр. Червона Зоря, используется также вариант Красная Заря) — село на Украине, находится в Шахтёрском районе Донецкой области. Под контролем самопровозглашенной Донецкой Народной Республики.

## География
В Донецкой области имеется одноимённый населённый пункт для варианта названия "Красная Заря" — посёлок Красная Заря в составе города Макеевки.
Село расположено на правом берегу реки под названием Миус. К югу от села проходит граница между Украиной и Россией.

#### Соседние населённые пункты по странам света
С: Дмитровка (выше по течению Миуса)
СЗ: Мариновка, Степановка, Латышево
СВ: Дибровка
З: Тараны
В: Кожевня (на левом берегу Миуса)
ЮЗ: Новопетровское
ЮВ: —
Ю: —

## Население
Население по переписи 2001 года составляло 61 человека.

## Общая информация
Код КОАТУУ — 1425288206. Почтовый индекс — 86200. Телефонный код — 6255.

#### Адрес местного совета
86260, Донецкая область, Шахтёрский р-н, с. Степановка, ул. Ежкова, 97